# Louis Sainte-Marie
Pour l’article homonyme, voir Sainte-Marie.
Louis Sainte-Marie (30 avril 1835-12 mars 1916) fut un marchand et homme politique fédéral, provincial et municipal du Québec.

## Biographie
Né à Saint-Constant dans le Bas-Canada, il étudie à Beauharnois. Devenu marchand à Saint-Rémi, il servit également comme Capitaine de la Compagnie de Saint-Rémi et du 51e Bataillon d'Hemmingford de 1866 à 1900. De 1866 à 1871, il servit durant les Raids féniens. Il entame une carrière publique en devenant conseiller et maire de la municipalité de Saint-Rémi de 1877 à 1882,.
Élu député du Parti libéral du Canada dans la circonscription fédérale de Napierville en 1887, il démissionna en 1890 pour se porter candidat sur la scène provinciale,.
Élu député du Parti libéral du Québec dans la circonscription provinciale de Napierville contre le conservateur François-Xavier Paradis en 1890, il est réélu sous la bannière conservatrice contre le libéral Laurent-Olivier David en 1892. Il est défait en 1897,.